# Wohn- und Wirtschaftsgebäude Friedrichstraße 71
Das Wohn- und Wirtschaftsgebäude Friedrichstraße 71 in Hude-Nordenholzermoor, außerhalb und östlich des Ortskernes, wurde um die Mitte des 19. Jahrhunderts gebaut.
Das Gebäude wird heute (2022) als Wohnhaus und für Dienstleistungen genutzt.
Das Gebäude steht unter Denkmalschutz (siehe auch Liste der Baudenkmale in Hude (Oldenburg)).

## Geschichte
Das eingeschossige giebelständige Zweiständerhallenhaus in Fachwerk mit Steinausfachungen, mit reetgedecktem Krüppelwalmdach und Niedersachsengiebel mit Uhlenloch, erneuerter Wohnteil z. T. in Backstein, wurde um 1850 gebaut.
Ein weiteres nicht denkmalgeschütztes Fachwerk-Nebengebäude steht auf dem baumbestandenen Areal.
Das Niedersächsische Landesamt für Denkmalpflege befand: „… geschichtliche Bedeutung … als beispielhaftes spätes Fachwerkhallenhaus …“